# Триверо
Триверо (итал. Trivero) — коммуна в Италии, располагается в регионе Пьемонт, в провинции Бьелла.
Население составляет 6381 человек (2008 г.), плотность населения составляет 237 чел./км². Занимает площадь 29 км². Почтовый индекс — 13835. Телефонный код — 015.
Покровителями коммуны почитаются святые Кирик и Иулитта, празднование 16 июня.

## Демография
Динамика населения:

## Администрация коммуны
- Официальный сайт: